# Бйорн де Вільде
Бьорн де Вільде (нід. Björn De Wilde, нар. 1 травня 1979, Гент) — бельгійський футболіст, що грав на позиції нападника.

## Клубна кар'єра
Вихованець клубу «Гент», але на дорослому рівні дебютував у нижчолігових командах «Сінт-Ніклас» та «Стромбек».
Згодом з 2000 по 2002 рік грав у складі «Ендрахта» у вищому дивізіону. Після вильоту команди з еліти перейшов у «Льєрс», до складу якого приєднався влітку 2002 року. Відіграв за команду з Ліра наступні три сезони своєї ігрової кар'єри. У складі «Льєрса» був одним з головних бомбардирів команди, маючи середню результативність на рівні 0,36 гола за гру першості.
Протягом сезону 2005/06 років захищав кольори інших вищолігових клубів «Остенде» та «Вестерло», а влітку 2006 року уклав контракт з клубом «Жерміналь-Беєрсхот», у складі якого провів наступний рік своєї кар'єри гравця.
29 квітня 2008 року Де Вільде підписав контракт на два сезони з «Руселаре». У січні 2010 року розірвав контракт і підписав контракт з клубом «Васланд-Беверен» до червня 2010 року.

## Виступи за збірну
У 2001—2002 роках залучався до складу молодіжної збірної Бельгії, з якою був учасником молодіжного чемпіонату Європи 2002 року у Швейцарії, на якому бельгійці не подолали груповий етап. Всього на молодіжному рівні зіграв у 11 офіційних матчах і забив 2 голи.

## Особисте життя
Де Уайльд жив разом з Міс Бельгії Евелін Госте. Пара одружилася 28 червня 2008 року та розлучилася в червні 2020 року. У них двоє дітей — донька Елен-Віктуар і син Ніо-Ллойд. У 2009 році він став першим в історії професійним футболістом, який пішов у відпустку по догляду за дитиною.
У 2008 році Де Вільде брав участь у танцювальній програмі Sterren op de Dansvloer на VTM, посівши шосте місце.
Після завершення футбольної кар'єри став інструктором з крав мага.
У 2012 році Де Вайльд заснував власний центр самооборони під назвою «Stay Safe».